# Nigramma defasciata
Nigramma defasciata là một loài bướm đêm trong họ Noctuidae.